# John Ballance
Pour les articles homonymes, voir Ballance (homonymie).
John Ballance, né le 27 mars 1839 à Ballypitmave et mort le 27 avril 1893 à Wellington, est un homme d'État britannique, Premier ministre de Nouvelle-Zélande du 24 janvier 1891 à sa mort.

## Biographie

### Jeunesse et entrée en politique
Aîné des onze enfants d'un agriculteur locataire, il naît près de Glenavy dans le comté d'Antrim dans le nord de l'île d'Irlande, dans ce qui est alors le Royaume-Uni de Grande-Bretagne et d'Irlande. Garçon, il est passionné de lecture. Jeune homme, il s'établit comme colporteur à Birmingham.
En 1866 il émigre à Wanganui en Nouvelle-Zélande, espérant que le climat sera bénéfique à son épouse malade ; elle meurt toutefois en 1868, à l'âge de 24 ans. À Wanganui il ouvre une boutique de vente de bijoux qu'il a achetés en Australie, puis fonde en 1867 le journal The Evening Herald (en) (aujourd'hui le Wanganui Herald), dont il se fait rédacteur en chef. En 1869 il fonde une unité militaire de volontaires en cavalerie de Wanganui, et participe brièvement avec eux aux combats contre l’iwi (tribu) maorie Ngati Ruanui (en) dans le cadre des « guerres maories » ; dans le même temps, il se fait correspondant de guerre pour son propre journal,.

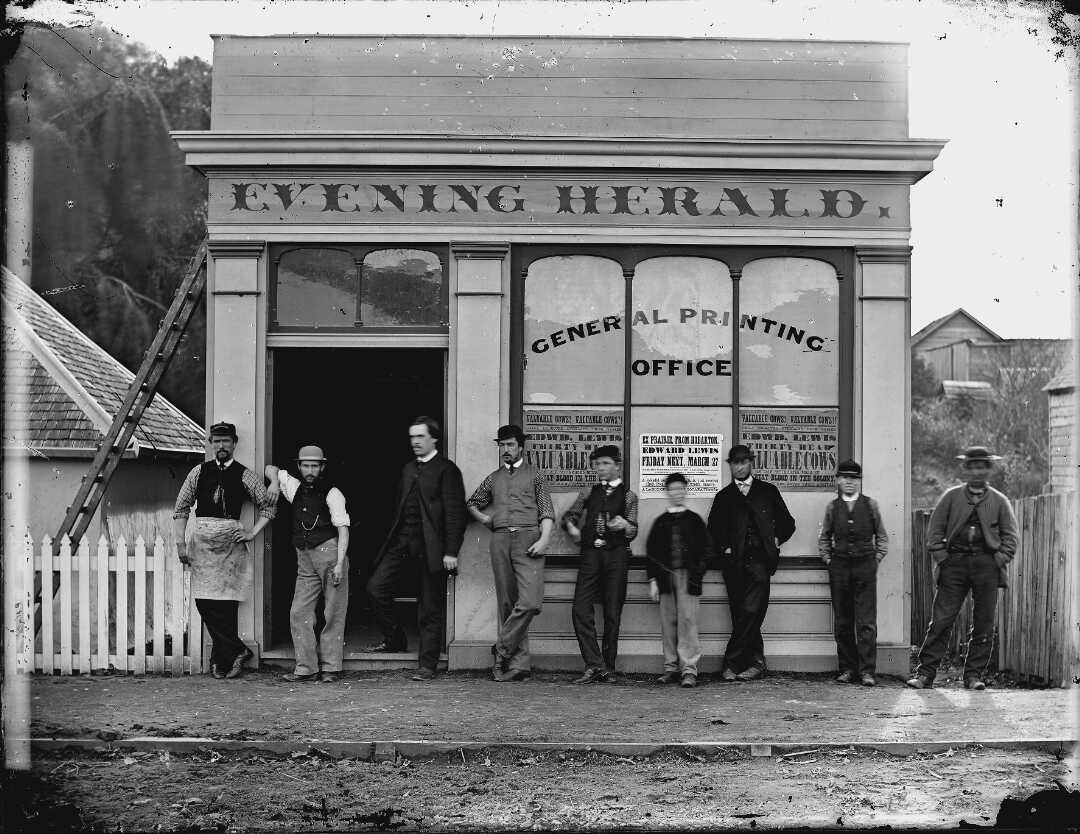
John Ballance (3e en partant de la gauche) devant les locaux de son journal The Evening Herald, vers 1870.

En 1875 il entre à la Chambre des représentants de Nouvelle-Zélande à l'occasion d'une élection partielle dans la circonscription de Rangitikei. Il n'existe pas encore de partis politiques, et il fait campagne pour une abolition des provinces de Nouvelle-Zélande et pour la mise en place d'un système d'enseignement public.

### Ministre
En 1878 il est nommé ministre des Finances dans le gouvernement de George Grey. À ce poste, il abroge les droits de douane sur les produits de première nécessité, pour faire baisser les prix pour la population, et introduit une modeste taxe foncière sur les terres. Il démissionne l'année suivante après un désaccord avec le Premier ministre Grey, et est battu dans sa circonscription aux élections législatives de 1881, devancé de seulement quatre voix. En 1883 il fonde l'Association des libre-penseurs de Wanganui,.
Retrouvant un siège comme député de Wanganui aux élections de 1884, il est fait ministre des Terres, ministre des Affaires indigènes et ministre de la Défense dans le gouvernement de Robert Stout. À ces fonctions, il met en place une aide aux personnes souhaitant s'installer comme petits agriculteurs, et protège les droits fonciers des Maoris en interdisant les ventes privées de terres maories, par lesquelles des Maoris avaient individuellement et abusivement vendu des terres appartenant à leur communauté entière. Il commence à apprendre la langue maorie, et obtient que l’iwi Ngati Tuwharetoa (en) fasse don en 1887 des terres qui deviennent le parc national de Tongariro,,.

### Premier ministre

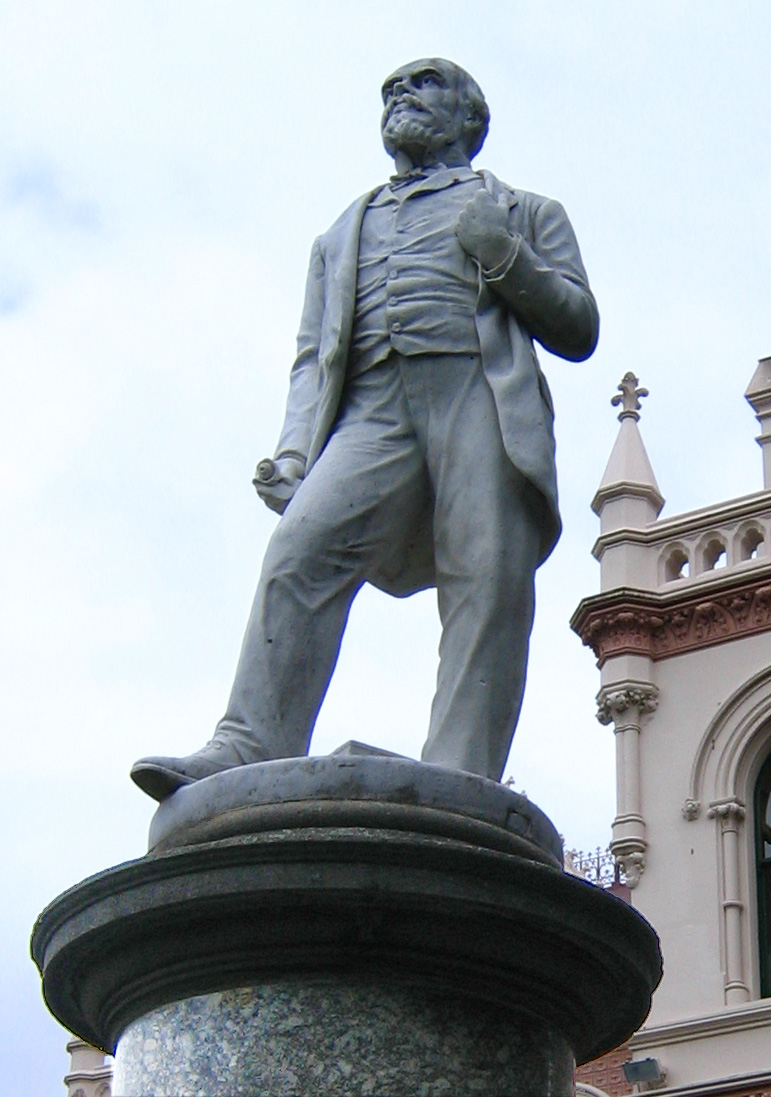
Statue de John Ballance devant la Bibliothèque parlementaire à Wellington.

En 1889 il devient chef de l'opposition parlementaire (en) face au gouvernement conservateur de Harry Atkinson, et en 1890 il est le chef fondateur du Parti libéral, le premier parti politique créé en Nouvelle-Zélande. Il mène le parti à la victoire aux élections de novembre / décembre 1890 et devient Premier ministre en janvier 1891,.
Bien que les libéraux aient une majorité absolue des sièges à la Chambre des représentants, les conservateurs sont majoritaires au Conseil législatif, la chambre haute du Parlement de Nouvelle-Zélande, dont les membres sont nommés par le gouverneur. Le Conseil rejette les premiers projets de loi du gouvernement Ballance, et le gouverneur William Onslow refuse la demande de John Ballance de nommer de nouveaux membres libéraux à la chambre haute, Onslow arguant qu'une chambre haute devrait par définition être de tendance conservatrice. Leur désaccord est porté au Bureau des Colonies à Londres, qui confirme que le gouverneur doit se plier aux instructions du Premier ministre de Nouvelle-Zélande en matière de nominations au Conseil,.
Le gouvernement Ballance remplace la taxe foncière par un impôt gradué sur les terres inusitées et sur le revenu, initie un projet de loi pour le droit de vote des femmes, et remplace la nomination à vie des membres du Conseil législatif par une nomination pour sept ans. Il crée un ministère du Travail, le premier dans un pays de l'Empire britannique, et le confie à William Pember Reeves. Il parvient à présenter en 1892 un excédent budgétaire, marquant la fin de la Grande Dépression des années 1870-1880,,,. 
Il meurt le 27 avril 1893 à l'âge de 54 ans, dans l'exercice de ses fonctions, à la suite d'une opération chirurgicale pour une maladie qui le handicape de longue date. Il est inhumé à Wanganui.